# Симон Ешлі
Симон Ешвіні Піллай (англ. Simone Ashwini Pillai; нар. 30 березня 1995, Кемберлі, Англія), відома як Симон Ешлі (англ. Simone Ashley) — британська акторка індійського походження.

## Біографія
Симон Ешлі народилася в сім'ї індійців-тамілів у Кемберлі, Суррей, Англія. Ешлі виросла, співаючи класичну музику та оперу, граючи на фортепіано. Пізніше сім'я переїхала в Бейконсфілд, а Ешлі відвідувала театральну школу Redroofs в Мейденгеді у шостому класі. Вона продовжила навчання з акторської майстерності в освітній школі мистецтв у Лондоні.

### Сім'я
- Лата (мати)
- Ґунасехаран (батько)
  - Шон (старший брат)

## Фільмографія

### Фільми
| Рік  |    | Українська назва           | Оригінальна назва       | Роль               |
| ---- | -- | -------------------------- | ----------------------- | ------------------ |
| 2018 | ф  | «Буґімен»                  | Boogie Man              | Аарті              |
| 2018 | ф  | «Убити Бена Ліка»          | Kill Ben Lyk            | Дівчинка Бена Ліка |
| 2018 | кф | «Горобець»                 | Sparrow                 | Тейлор             |
| 2019 | ф  | «Покемон. Детектив Пікачу» | Detective Pikachu       | Дівчина            |
| 2023 | ф  | «Русалонька»               | The Little Mermaid      | Індіра             |
| 2024 | мф | «10 життів»                | 10 Lives                | Роуз Ешлі          |
| 2025 | ф  | «Уявіть це»                | Picture This            | Піа                |
| 2025 | ф  | «Формула-1»                | F1                      | (видалена сцена)   |
| 2026 | ф  | «Диявол носить Prada 2»    | The Devil Wears Prada 2 |                    |
|      | ф  | «Бульдог»                  | Bulldog                 | Лорі               |

### Телебачення
| Рік  |   | Українська назва        | Оригінальна назва         | Роль          |
| ---- | - | ----------------------- | ------------------------- | ------------- |
| 2016 | ф | «Вовча кров»            | Wolfblood                 | Зура          |
| 2016 | ф | «Почуття провини»       | Guilt                     | Аманда        |
| 2017 | ф | «Бродчерч»              | Broadchurch               | Дана          |
| 2017 | ф | «Страйк»                | Strike                    | Алісія        |
| 2017 | ф | «Інспектор Коліандро»   | L'ispettore Coliandro     | Віна          |
| 2018 | ф | «Лікарі»                | Doctors                   | Софія Йоаль   |
| 2019 | ф | «Нещасний випадок»      | Casualty                  | Шай Андерсон  |
| 2019 | ф | «Кошмар працюючої мами» | A Working Mom's Nightmare | Аїша          |
| 2019 | ф | «Сексуальна освіта»     | Sex Education             | Олівія        |
| 2020 | ф | «Сестра»                | The Sister                | Елізабет Фокс |
| 2022 | ф | «Бріджертони»           | Bridgerton                | Кейт Шарма    |